# Jaromina (obwód homelski)
Jaromina (biał. Яроміна; ros. Ерёмино, Jeriomino; pol. hist. Jeremin) – agromiasteczko na Białorusi, w obwodzie homelskim, w rejonie homelskim, w sielsowiecie Jaromina. Od południa graniczy z Homlem.

## Historia
Dawniej wieś i majątek ziemski należący do Korwin-Krasińskich. W XIX i w początkach XX w. Jeremin położony był w Rosji, w guberni mohylewskiej, w powiecie homelskim. Następnie w granicach Związku Sowieckiego. Od 1991 w niepodległej Białorusi.

## Transport
Jaromina położona jest przy drodze magistralnej M8. Znajduje się tu przystanek kolejowy Jaromina, położony na linii Homel – Żłobin – Mińsk.